# Euryblema
Euryblema é um género botânico pertencente à família das orquídeas (Orchidaceae).